# Antigo Palácio Real
O Antigo Palácio Real (em grego: Παλαιά Ανάκτορα) é o primeiro Palácio Real da Grécia moderna, concluído em 1843. Abriga o Parlamento Helénico desde 1934. O Antigo Palácio está situado no coração da Atenas moderna, de frente para a Praça Sintagma.

## História
O palácio foi projetado pelo arquiteto bávaro Friedrich von Gärtner para o Rei Oto da Grécia e sua esposa, a rainha Amália de Oldemburgo, com fundos doados pelo pai de Oto, o rei Luís I da Baviera. Propostas iniciais escolheram vários locais para o Palácio, como a Praça Omonoia, Kerameikos e até mesmo no topo da Acrópole de Atenas.

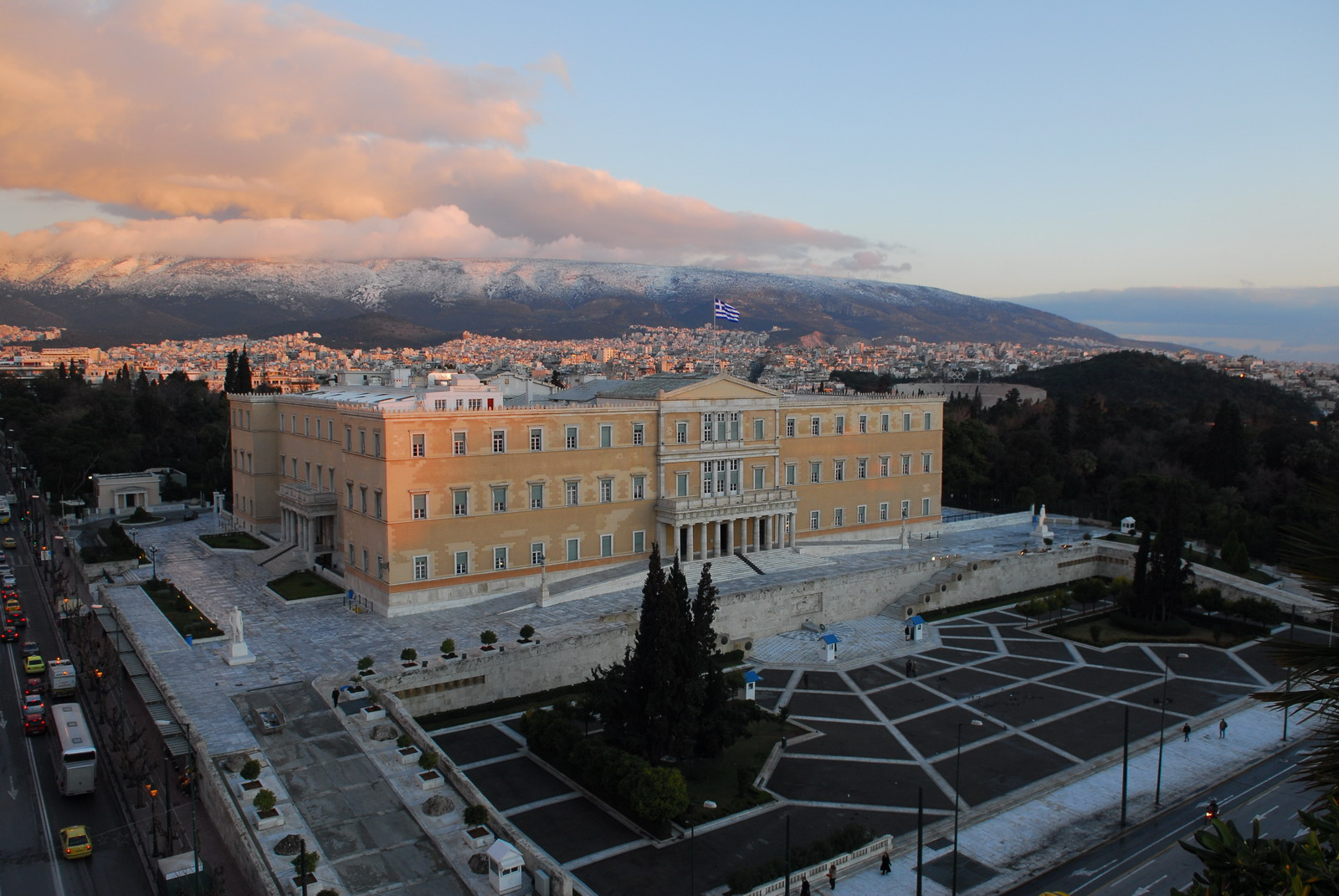
O Antigo Palácio Real visto de cima.

 As obras foram iniciadas em 1836 e foram concluídas em 1843. Como o edifício serviu originalmente como um palácio para os monarcas gregos por cerca de um século, às vezes é ainda referido como o "Palácio Velho".
Depois de sofrer um incêndio em 1909, entrou em um longo período de restauração. Durante as reformas, o Rei e a Família Real se mudaram para o Palácio do Príncipe Herdeiro, hoje Palácio Presidencial, daí em diante conhecido como o "Novo Palácio", a um quarteirão a leste, na Rua Herodou Attikou.
Alguns membros da realeza, principalmente a Rainha Olga Constantinovna da Rússia, continuaram a residir no "Palácio Velho" até 1922. Em 1924, um referendo aboliu a monarquia. O edifício foi então usado para muitos propósitos diferentes, abrigando uma variedade de serviços públicos e governamentais na década de 1920: um hospital improvisado durante a Segunda Guerra Mundial, um refúgio para refugiados gregos da Ásia Menor em 1922, um museu com os objetos pessoais do Jorge I da Grécia (agora parte da coleção do Museu Histórico Nacional), e outros usos.
Em novembro de 1929, o governo decidiu que o edifício abrigaria permanentemente o Parlamento. Depois de reformas mais extensas, o Senado se reuniu no Palácio Antigo em 2 de agosto de 1934, seguido pela Quinta Assembleia Nacional em 1 de julho de 1935. Embora a monarquia tenha sido restaurada nesse mesmo ano, o edifício abrigou o Parlamento desde então.